# مركز الروبوتيات والآليات الذكية بمعهد جورجيا للتقنية
مركز الروبوتات والآليات الذكية (ريم @ جي تي) هو وحدة البحوث المتعددة التخصصات في معهد جورجيا للتكنولوجيا. أُطلق المركز في مايو 2006 ، ويتألف المركز من باحثين من مدرسة محاكاة الحوسبة من كلية الحاسبات، و من كلية الهندسة، ومن معهد البحوث جورجيا تك. عرض ريم @ جي تي برنامج الدكتوراه في علم الإنسان الآلي، وهو أول البرامج المتعددة التخصصات في جورجيا بعد جامعة كارنيجي ميلون.

## المهمة
«ريم @ جورجيا تك بمثابة خادم لجهود جورجيا للتكنولوجيا والروبوتات، ويقوم بالتنسيق بين الجامعة وقدراتها في هذا المجال تحت سقف واحد». -- هنريك كريستنسن، مدير وأستاذ متميز رئيس وحدة الروبوتات

أنشطة المركز في 3 نقاط مركزية:
- هندسة البحوث في مجال التكنولوجيات الأساسية والأساليب على المستوى الذي تم التعرف على أنها الرائدة في العالم.
- برنامج الدكتوراه المتكاملة لتعليم جيل جديد من الباحثين من شأنها أن تأخذ مواقعها في أفضل المؤسسات والشركات الأكثر نفوذا في العالم. وسوف يتم الاعتراف بها بوصفها تكامل الأنظمة الرائدة لأنظمة الروبوت الذكي.
- نقل التكنولوجيا إلى تطبيقات العالم الحقيقي التي تمثل قيمة الأجيال الجديدة من أنظمة الروبوت.

## التاريخ
ريم @ جي تي أطلق في أيار / مايو، 2006

## المنظمة

### المعاهد
- معهد الروبوتات الشخصية في مجال التعليم

### المختبرات

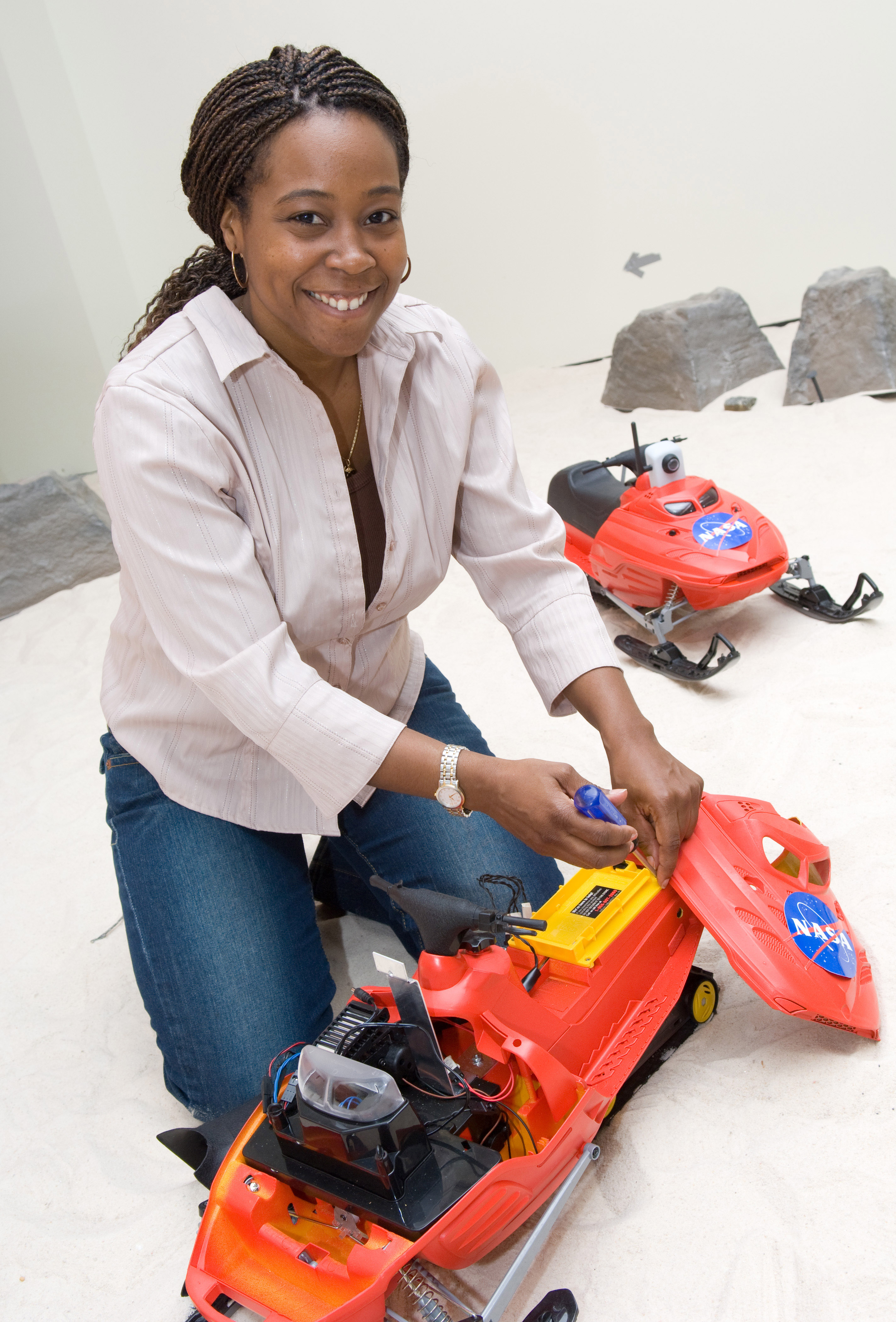
أياناهوارد ، أستاذ مشارك في اللجنة الاقتصادية لأوروبا ، مع الروبوت SnoMote المصممة لدراسة تأثير الاحتباس الحراري على جليد القارة القطبية الجنوبية.

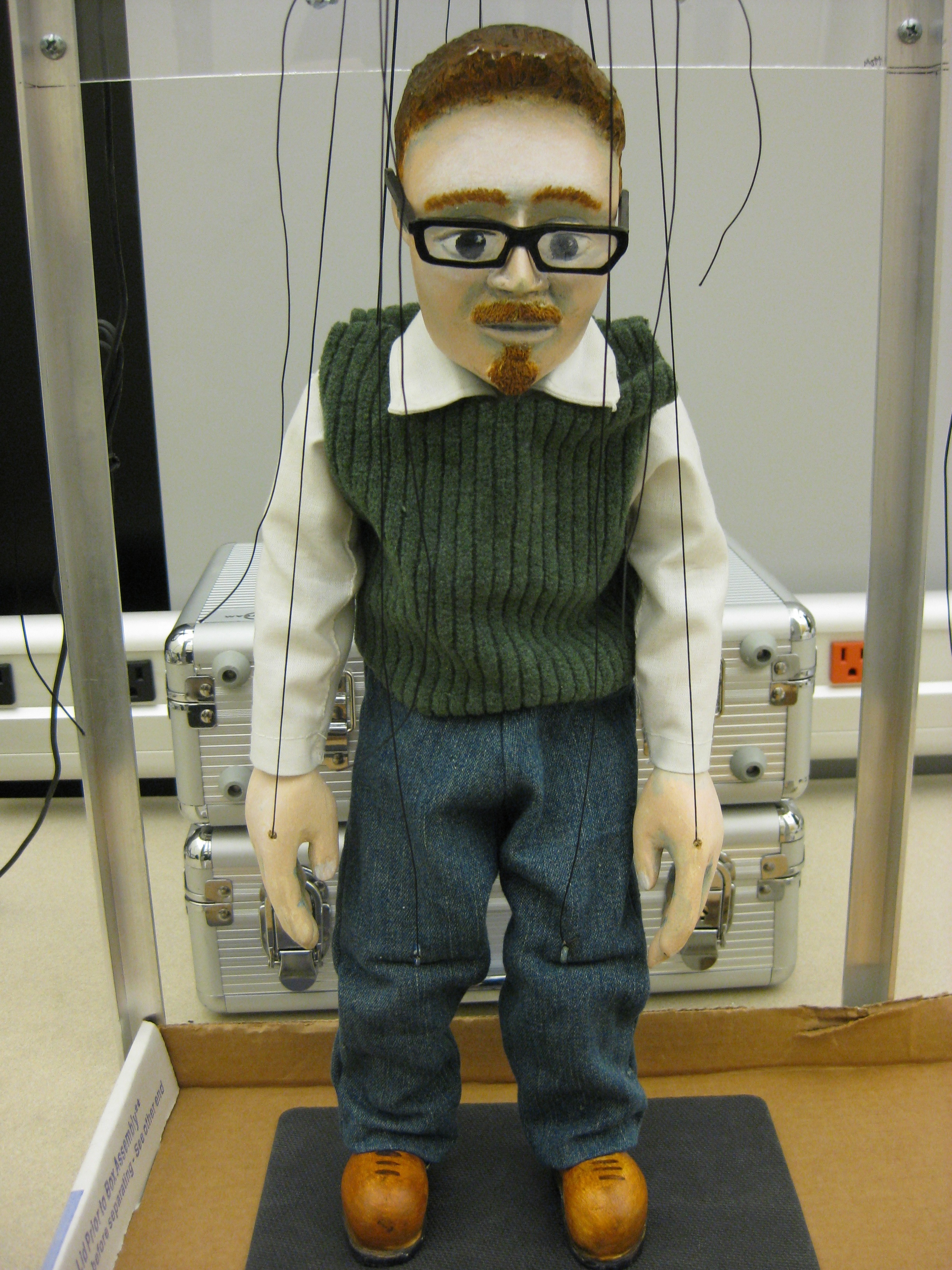
الروبوت الذي يتلاعب بالدمية المتحركة (Magnus B. Egerstedt)

- مختبر الميكاترونكس الذكي والمتقدم للبحوث، كلية الهندسة الميكانيكية.
- برنامج بحوث التكنولوجيا الزراعية، معهد بحوث جورجيا للتكنولوجيا.
- مختبر التصوير الطبي الحيوي، قسم الهندسة الحيوية الطبية.
- المختبر بورغ، كلية علم الحاسوب.
- مختبر إدراك الحاسب، كلية علم الحاسوب.
- فريق السياقة الحوسبية، كلية علم الحاسوب.
- مركز موارد البناء، كلية العمارة.
- مختبر النظم الداخلي والمستقل، كلية الهندسة الكهربائية وهندسة الحاسوب.
- مختبر جورجيا للروبوتات والأنظمة الذكية، كلية الهندسة الكهربائية وهندسة الحاسوب.
- مختبر مستقل لأنظمة الإنسان، كلية الهندسة الكهربائية وهندسة الحاسوب.
- مختبر آلات ذكية الديناميكية، كلية الهندسة الميكانيكية.
- مختبر للأنظمة العصبية، قسم الهندسة الحيوية الطبية وقسم الهندسة الكهربائية وهندسة الحاسوب.
- مختبر الروبوت المحمول، كلية علم الحاسوب.
- مختبر الروبوتات الآلية، كلية الهندسة الميكانيكية.
- كلية الطائرات بدون طيار (مختبر طائرة بلا طيار) ، كلية هندسة الطيران.
- مصنع المختبر الوهمي، كلية الهندسة الصناعية والنظم.
- مختبر لمحاكاة رؤية الإنسان، معهد البحوث جورجيا تك.

## وصلات خارجية
- معهد جورجيا للتكنولوجيا ومركز الروبوتات الذكية وماكينات